# Gaanlibah
Gaanlibah est un site d'art rupestre situé dans la région de Woqooyi Galbeed, dans le district d'Hargeisa, au Somaliland, dans le nord-ouest de la Somalie.

## Localisation
Gaanlibah est situé dans le district d'Hargeisa, non loin de Laas Geel, à environ 100 km à l'est de la capitale provinciale Hargeisa.

## Description
Le site compte un certain nombre d'abris sous roche ornés de peintures rupestres d'animaux et d'autres figures. Comme aucune fouille archéologique d'ampleur n'a été menée ici, les peintures de Gaanlibah sont d'origine, de but et de date incertains,.